# Il paese sommerso
Il paese sommerso (Das versunkene Dorf) è un film documentario del 2018 diretto da Georg Lembergh presentato al Trento Film Festival e al Bolzano Film Festival Bozen.
Tra il 2018 e il 2019 ha partecipato a numerosi festival internazionali ottenendo, insieme al regista George Lembergh, significativi riconoscimenti.

## Trama

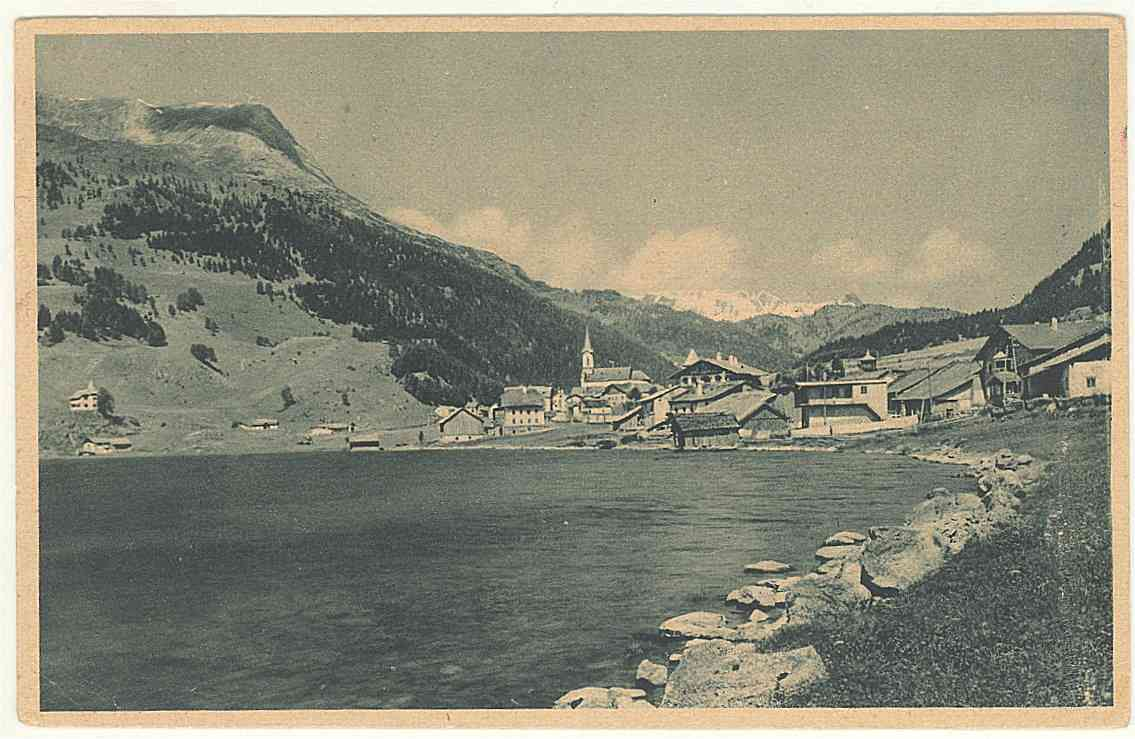
Panorama di Curon Venosta con il lago di Resia nel 1948

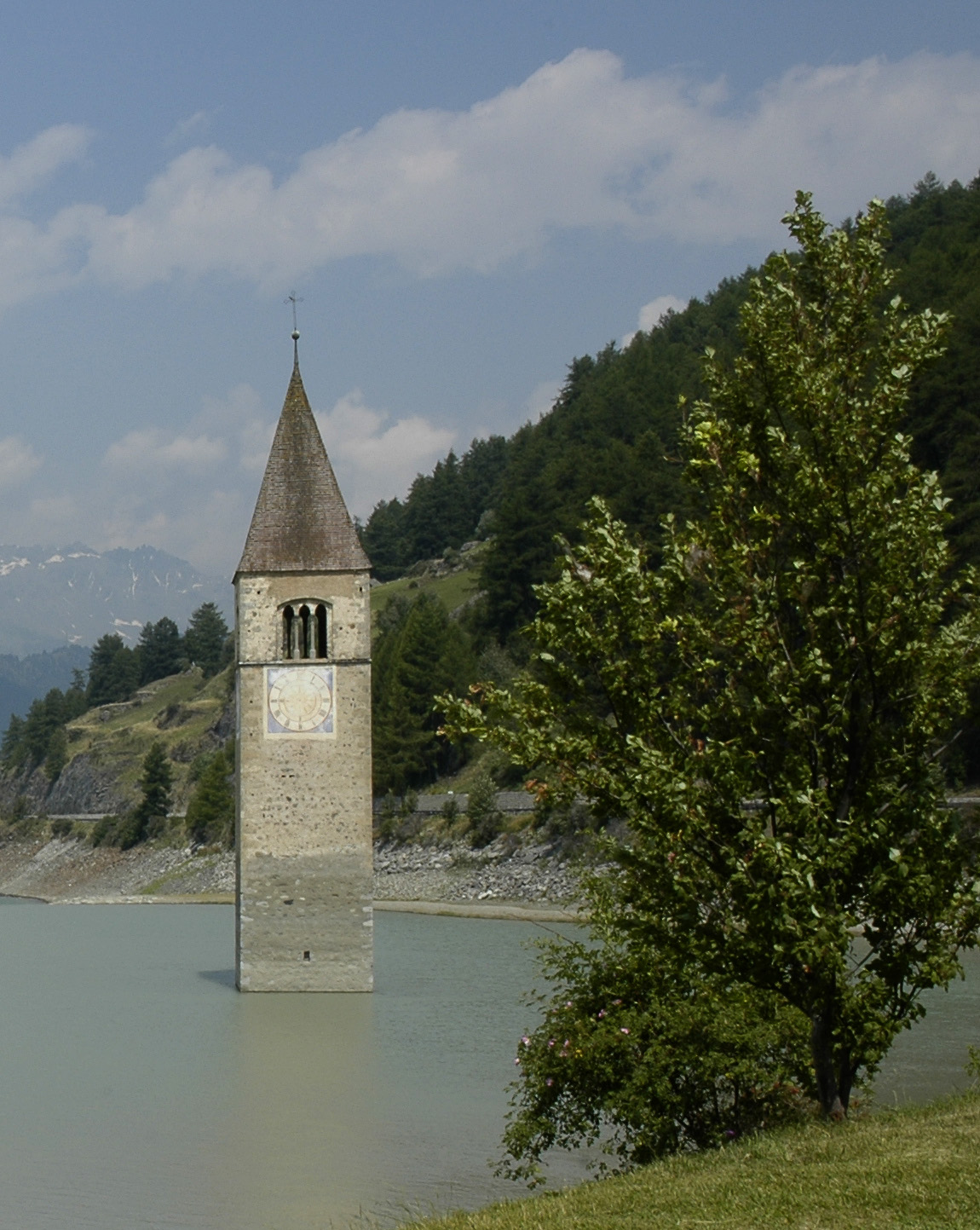
Il campanile nel lago di Resia

Il film racconta quanto avvenne nel 1950 vicino al passo di Resia quando si pensò di unificare i tre piccoli laghi alpini di Curon, Resia e San Valentino alla Muta per ottenere un unico invaso, il lago artificiale di Resia e gli abitanti del piccolo paese di Curon vennero costretti ad abbandonare le loro case per la costruzione della diga della Montecatini. Tutti gli edifici delle zone interessate vennero rasi al suolo e si salvò solo il campanile della chiesa di Santa Caterina d'Alessandria perché monumento storico. Per alcuni la scelta di allagare l'area fu sbagliata togliendo a molte famiglie i legami della comunità.
Il regista mostra gli effetti di questa distruzione sulla popolazione di allora e sulle generazioni successive. Gli anziani ricordano ancora il paese perduto mentre i giovani, nati con la presenza del lago, si sono liberati della memoria e non vivono più con il lutto di ciò che è stato ma vivono il presente con le nuove opportunità.

## Produzione e distribuzione
L'opera è stata finanziata con 35.000 euro dalla provincia autonoma di Bolzano nel 2015 col fondo per le produzioni cinematografiche e televisive gestito dalla BLS. Il film è stato presentato in anteprima giovedì 11 aprile 2018 a Bressanone e in seguito al Bolzano Film Festival 2018 e al Trento Film Festival 2018. Il film non è mai uscito in normale programmazione nelle sale ma è stato distribuito in DVD-Video e in streaming e video on demand su varie piattaforme.

## Riconoscimenti
- 2018 - Nomination per Georg Lemberg al Filmfestival di Kitzbühel (Austria)
- 2018 - Miglior docufilm, nomination per Georg Lemberg al Bolzano Film Festival Bozen (Italia)
- 2018 - Premio speciale al docufilm e a Georg Lemberg al Bergfilm Festival Tegernsee (Germania)
- 2018 - Premio del pubblico nella categoria Film documentario assegnato a Georg Lemberg al Filmfestival di Radstadt (Germania)
- 2018 - Miglior film documentario - Vincitore del bronzo assegnato a George Lembergh al Queen Palm Int. Film Festival (Stati Uniti)
- 2018 - Premio Migliore regia per docufilm assegnato con menzione d'onore a Georg Lembergh al Queen Palm Int. Film Festival (Stati Uniti)[5]

## Festival
- 2018 - Italia: 66° Trento Film Festival
- 2018 - Austria: 6° Kitzbühel Filmfestival
- 2018 - Germania: 12° Fünf Seen Film Festival
- 2019 - Stati Uniti: 4º Festival International de Cine de Bayamon, Puerto Rico
- 2019 - Paesi Bassi: 6° DOCFEED Festival Eindhoven
- 2019 - Sud Africa RapidLion: The South African International Film Festival
- 2019 - Spagna: 17° ESPIELLO International Festival of Ethnographic Documentary[5]

## Altri media
Tratto dal documentario, con autore Hansjörg Stecher e fotografo Georg Lembergh, è stato pubblicato per la Edizioni Raetia un volume con lo stesso titolo.